# Guangming Building
Le Guangming Building (光明大厦) est un gratte-ciel de 130 mètres de hauteur (hauteur du toit) construit en 2006 à Shanghai dans le district de Puxi.
Il abrite des bureaux sur 32 étages.
L'architecte est l'agence d'architecture du taiwanais C. Y. Lee.